# Libode
Libode este un oraș din provincia Eastern Cape, Africa de Sud.